# Marpod
Marpod je obec v župě Sibiu v Rumunsku. Žije zde 982 obyvatel. Součástí obce je i ves Ilimbav.

## Části obce
- Marpod – 760 obyvatel
- Ilimbav – 222 obyvatel